# La Mortera

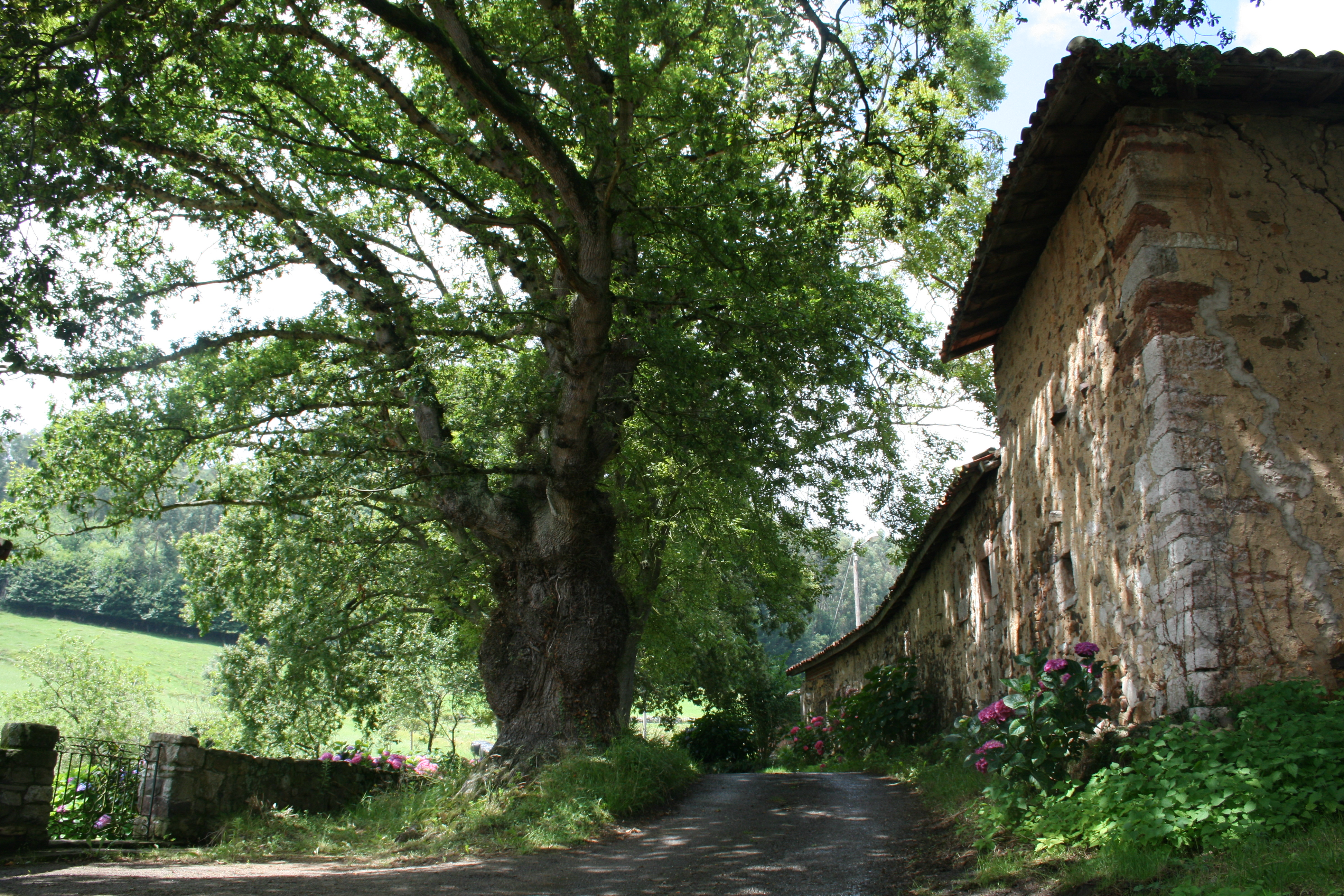
La Mortera (Candamo).

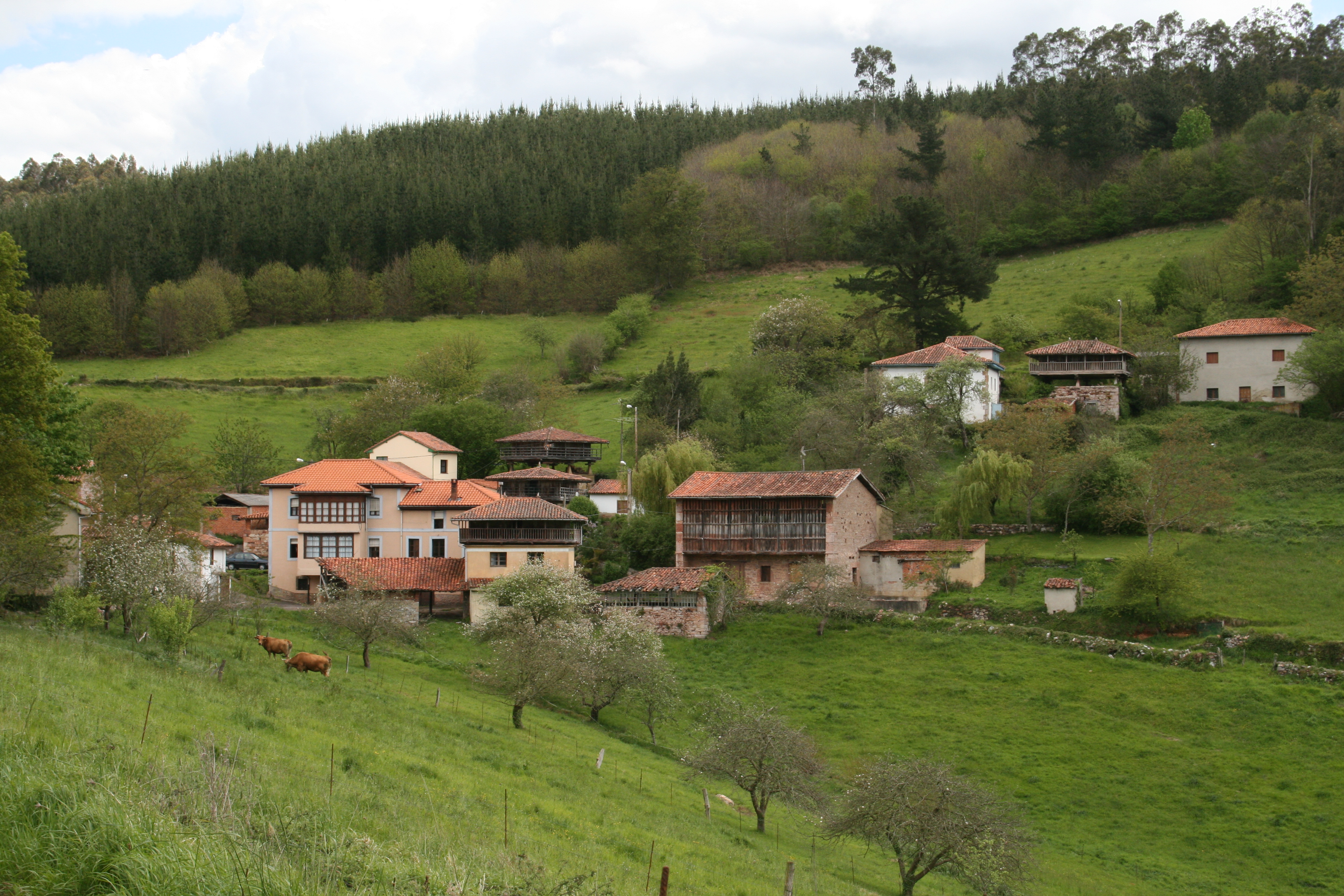
Barrio La Cueva.

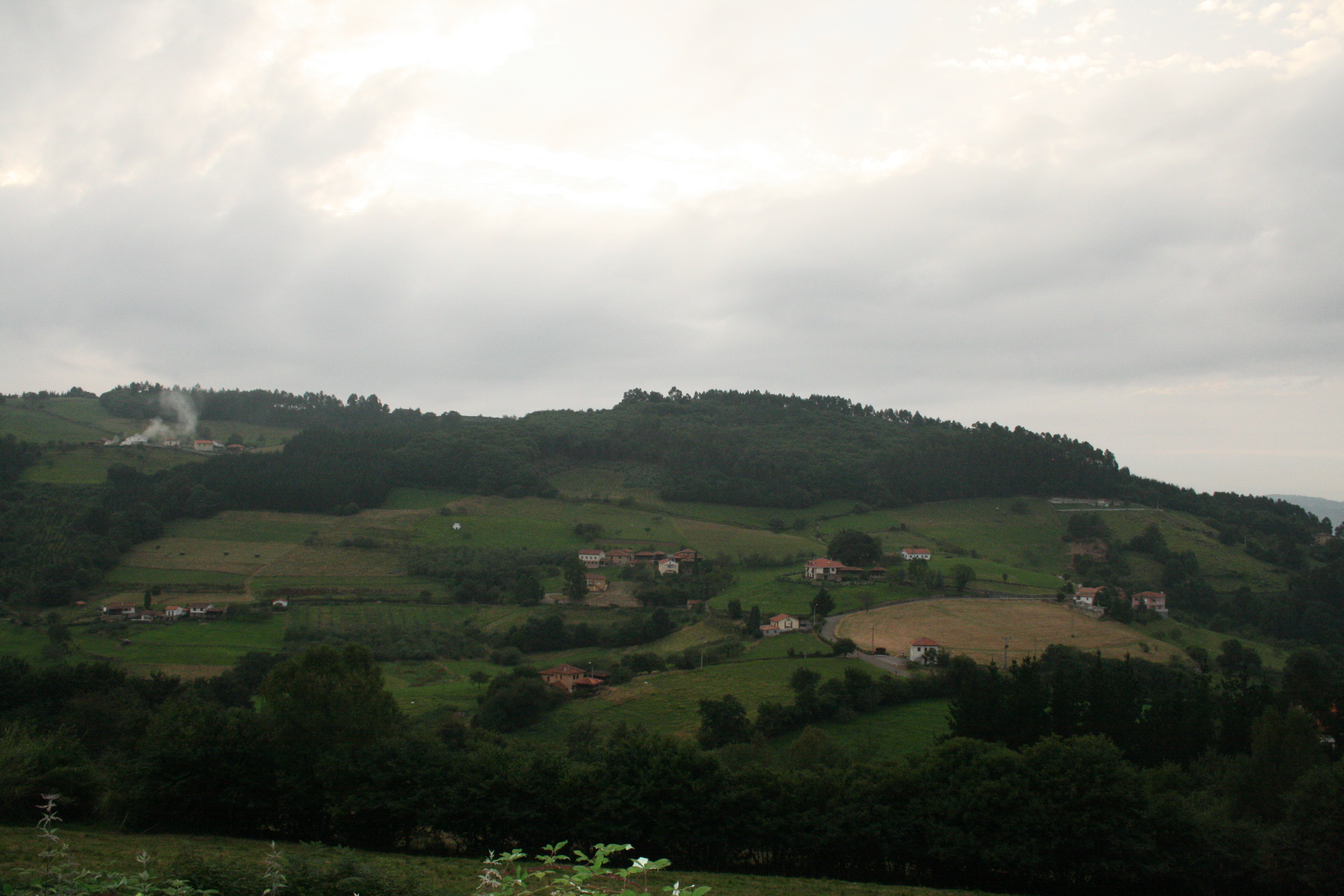
La Mortera.

La Mortera es una aldea y parroquia del concejo de Candamo, en el Principado de Asturias (España).
Dista 6 kilómetros de la capital municipal, Grullos y está situada a 330 m de altura. Se accede a ella por la carretera AS-312 desde Grado (Asturias), a 7 kilómetros. Código postal 33828.
Cuenta con 13 barrios: Las Llamargas, La Cueva, Calonso, Taborneda, La Tiera, La Cruz, El Cuncieiro, El Regueral, El Cobayo, El Casorio, La Cava, La Ermita y por último La Casería.
Su población es de alrededor de 42 habitantes en 2019, en su mayoría, personas mayores, ya que gran parte de la juventud emigró hacia otras ciudades como Gijón, Avilés incluso Madrid.

Los aldeanos, en su mayoría, trabajaban las labores del campo, que era el principal sostén de la familia. Todavía hay algunos jóvenes que siguen trabajando los campos, continuando así el legado que les dejaron sus padres y abuelos.
La iglesia del pueblo es una pequeña capilla, La Capilla de San Marcos, que sustituyó a la derruida ermita. La capilla fue construida con fondos de los morteranos que emigraron a América, a muy corta edad, en busca de una mejor vida.
Sus fiestas son, San Marcos, Patrón de La Mortera, el 25 de abril y Nuestra Señora de las Nieves, el 5 de agosto.